# Maria Pascoli
Maria Pascoli, conhecida como Mariú, (San Mauro Pascoli, Itália, em 1 de Novembro de 1865 - Barga, Itália, em 5 de Dezembro de 1953) foi uma escritora e intelectual italiana, irmã de Giovanni Pascoli.
Ela cuidou, por mais de quarenta anos, das memórias e documentos de arquivo, bem como da correspondência do irmão poeta. Ela, então, deu uma contribuição fundamental para o conhecimento dos detalhes de sua vida.

## Biografía
Nascida em San Mauro Pascoli em 1865, Maria é a caçula de dez filhos. Ela perde o pai aos dois anos e, um ano depois, sua irmã mais velha, Margherita, falece também; no ano seguinte, 1868, sua mãe Caterina morre pela dor, então Maria e sua irmã Ida vão morar em Sogliano al Rubicone, na casa da tia materna Rita Vicenzi Allocatelli.
Maria ajudou sempre o irmão poeta, fazendo tudo em seu poder para apoiá-lo em sua obra literária até sua morte em 1912. 
Pascoli fez dela única herdeira, e ficou na vila de Castelvecchio Pascoli, guardando muitas anotações e lembranças em seus diários. Apoiou espontaneamente o fascismo e foi para Roma duas vezes para conhecer pessoalmente Benito Mussolini, que também a visitou na Casa del Poeta em 1930.
Na sua morte, em 1953, Maria deixa como legado a "...casa, a capela, os livros, os papéis de seu irmão Giovanni, memórias de família e outras coisas da casa", ao município de Barga.
Ela está enterrada na capela de sua casa, em Castelvecchio, ao lado de seu irmão Giovanni.

## Obras
- Maria Pascoli, Lungo la vita di Giovanni Pascoli (memórias em colaboação com Augusto Vicinelli), Milão, Arnoldo Mondadori Editore, 1961

## Bibliografía
- (em italiano) Corrado Carradini, Bruno Sereni, Omaggio di Barga a Giovanni e Maria Pascoli, Barga, Gasperetti, 1962
- (em italiano) Gian Luigi Ruggio, Castelvecchio Pascoli: la Casa del Poeta: ricordi e presenze, Lucca, Maria Pacini Fazzi, 1997
- (em italiano) Maria Santini, Candida soror: tutto il racconto della vita di Mariù Pascoli, la più adorata sorella del poeta della Cavalla storna, Milão, Simonelli, 2005